# Schlotheimia balfourii
Schlotheimia balfourii är en bladmossart som beskrevs av Mitten 1888. Schlotheimia balfourii ingår i släktet Schlotheimia och familjen Orthotrichaceae. Inga underarter finns listade i Catalogue of Life.